# Caitlin Clark
Pour les articles homonymes, voir Clark.
Caitlin Clark, née le 22 janvier 2002, est une joueuse professionnelle de basket-ball.
Finaliste à deux reprises du championnat universitaire de la National Collegiate Athletic Association (NCAA) avec les Hawkeyes de l'Iowa, elle est élue meilleure joueuse universitaire des saisons 2022-2023 et 2023-2024. Elle détient le record de points marqués en NCAA, hommes et femmes confondus.
Caitlin Clark remporte trois médailles d'or avec les États-Unis au niveau international des jeunes. Elle est nommée MVP de la Coupe du monde des 19 ans et moins.
Elle est sélectionnée en premier choix de la draft WNBA 2024 par le Fever de l'Indiana et remporte le titre de Rookie de l'année.

## Biographie

### Jeunesse
Caitlin Clark grandit à West Des Moines dans l'Iowa, elle est la fille d'Anne Nizzi-Clark et de Brent Clark. Le père de Clark a joué au basket-ball et au baseball au Simpson College. Clark a un frère aîné Blake, joueur de football universitaire à Iowa State et un frère cadet Colin. Clark commence à jouer au basket-ball à l'âge de cinq ans et est la seule fille d'une équipe de jeunes garçons. Elle joue également au softball, au volley-ball, au football et au tennis étant enfant avant de se concentrer sur le basket-ball.
En sixième année, Clark rejoint All Iowa Attack, un programme de basket-ball de l'Amateur Athletic Union (AAU) basé à Ames dans l'Iowa, pour lequel elle joue jusqu'à l'obtention de son diplôme d'études secondaires. Elle joue contre des adversaires plus âgés, faisant face à des lycéens en huitième année. Clark s'inspire de Maya Moore du Lynx du Minnesota, l'équipe WNBA la plus proche de sa ville natale, et voyage avec son père pendant 3 heures et demie pour voir leurs matchs. Elle admire également ses cousins, Haley et Audrey Faber, qui jouent pour Dowling Catholic High School à West Des Moines, et Harrison Barnes, joueur NBA, qui a joué pour le All Iowa Attack.
Clark joue au basket-ball pendant quatre années au lycée pour la Dowling Catholic High School sous la direction de l'entraîneur-chef Kristin Meyer. En première année, elle obtient en moyenne 15,3 points, 4,7 passes décisives et 2,3 interceptions par match, remportant les distinctions de la deuxième équipe All-State de classe 5A et menant son équipe aux quarts de finale du championnat de l'État. Dans sa deuxième saison, Clark obtient en moyenne 27,1 points, 6,5 rebonds, quatre passes et 2,3 interceptions, aidant Dowling Catholic à atteindre un bilan de 20 victoires pour  4 défaites et à revenir aux quarts de finale du championnat de l'État. Elle est classée deuxième dans l'État aux points et est nommée dans la première équipe de classe 5A All-State.
En troisième année, le 4 février 2019, Clark marque 60 points dans une victoire de 90 à 78 contre Mason City High School, le deuxième meilleur nombre de points de l'histoire de l'Iowa, pendant le match elle bat le record de l'État en un seul match avec 13 tirs à trois points. Clark termine la saison avec des moyennes de 32,6 points, 6,8 rebonds, 3,6 passes décisives et 2,3 interceptions par match. Elle mène Dowling Catholic à la demi-finale du championnat de l'État, l'équipe finit la saison avec un bilan de 17-8. Clark est nommée joueuse de l'année de l'Iowa par Gatorade et est de nouveau nommée dans la première équipe de classe 5A All-State. En tant que senior, elle réalise des moyennes de 33,4 points, 8 rebonds, 4 passes et 2,7 interceptions par match. Son équipe termine la saison avec un bilan de 19-4 et atteint la finale régionale de classe 5A, où ils perdent contre Sioux City East High School.
Clark termine ses années lycée avec 2 547 points, le quatrième meilleur total de l'histoire de l'Iowa. Elle reçoit le titre de joueuse de l'année de l'Iowa décerné par Gatorade, d'athlète de l'année par le journal quotidien de l'Iowa The Des Moines Register, et d'Iowa Miss Basketball, tout en faisant partie de la première équipe All-State de classe 5A. Clark est sélectionnée pour participer au McDonald's All-American Game et la Jordan Brand Classic, mais les deux rencontres sont annulés en raison de la pandémie de Covid-19.

### Carrière universitaire
À la fin de sa dernière année au lycée, Clark est considérée comme une recrue cinq étoiles et la quatrième meilleure joueuse de sa classe d'âge par ESPN. Le 12 novembre 2019, elle annonce son engagement à jouer au basket-ball universitaire pour l'Iowa, elle a reçu des offres des universités d'Iowa State et de Notre Dame,. Clark est attirée par le style d'attaque rapide de l'équipe et le développement des meneurs de jeu par l'entraîneur-chef Lisa Bluder (en). Elle s'attendait également à avoir immédiatement un rôle clé dans l'équipe avec le départ de Kathleen Doyle, la joueuse de l'année en titre de la conférence Big Ten.

#### Freshman
Lors de sa première saison universitaire avec l'Iowa, elle est meilleure marqueuse de la Division I de la NCAA. Elle est nommée All-America et Freshman of the Year (sélection des meilleures joueuses en première année).

#### Sophomore
En deuxième année, elle fait l'unanimité pour la sélection dans la première équipe All-America et devient la première joueuse à mener la Division I à la fois aux points et aux passes décisives. Elle remporte le prix Dawn Staley à deux reprises et le prix Nancy Lieberman une fois en tant que meilleure joueuse de Division I à son poste.

#### Junior
En troisième année, elle devient la première joueuse de l'histoire de la division I de la NCAA à cumuler 900 points et 300 passes décisives en une seule saison. Elle est élue joueuse universitaire de la saison 2022-2023.
Les Hawkeyes participent au tournoi final NCAA en mars 2023. En quart-de-finale (Elite 8), les Hawkeyes battent les Cardinals de Louisville pour atteint le Final Four. Clark réalise un triple-double avec 41 points, 12 passes décisives et 10 rebonds. Elle devient ainsi la première personne à réaliser un triple-double avec au moins 40 points dans un match du tournoi final NCAA. En demi-finale du tournoi final, Clark marque 41 points pour battre le champion en titre, les Gamecocks de la Caroline du Sud (invaincus cette saison). Elle prend aussi 6 rebonds et fait 8 passes décisives. En finale, les Hawkeyes sont battues par les Tigers de LSU d'Angel Reese.

#### Senior
En quatrième année, elle améliore encore l'ensemble de ses statistiques avec des moyennes de 31,6 points, 8,9 passes décisives et 7,4 rebonds. Elle bat le record de points marqués en NCAA atteignant un total de 3 951 points et dépassant ainsi celui de Kelsey Plum (3 527) mais aussi de Pete Maravich chez les hommes (3 667). Elle emmène à nouveau les Hawkeyes de l'Iowa en finale NCAA après avoir battu les Tigers de LSU en demi-finale qui les avaient éliminés en 2023. En revanche, son équipe chute à nouveau en finale, cette fois contre les Gamecocks de la Caroline du Sud (75-87) malgré ses 30 points, 8 rebonds et 5 passes décisives. Le 8 avril 2024, Caitlin Clark est nommée meilleure joueuse universitaire pour la seconde année consécutive.
L'impact médiatique de Caitlin Clark est tel qu'il se traduit par des records d'audience avec 18,7 millions de spectateurs ayant regardé la finale, soit une augmentation de 285 % par rapport à 2022, la dernière sans qu'elle soit sur le parquet soit une audience même supérieure aux finales de playoffs de la NBA qui avaient rassemblé, en moyenne, 11,6 millions de téléspectateurs avec une pointe de 13,1 millions pour le match 5 décisif. Cette aura médiatique lui permet de figurer en 4e position des revenus générés au titre des contrats NIL (Name, Image and Likeness (en)) avec un montant estimé à 3,1 millions de dollars tandis qu'elle ne pourra prétendre qu'à un salaire de 76 535 dollars en WNBA en tant que premier choix de la draft.

### WNBA
Caitlin Clark est sélectionnée en premier choix de la draft WNBA 2024 par le Fever de l'Indiana.
En juillet 2024, lors de son 26e match professionnel, Clark établit un record du nombre de passes décisives en une rencontre WNBA avec 19 face aux Wings de Dallas. Elle bat le précédent record de 18 passes de Courtney Vandersloot.
En août 2024, elle bat le record du plus grand nombre de paniers à trois points inscrits dans une saison par une rookie détenu auparavant par Rhyne Howard. Clark établit aussi un record personnel avec 31 points. Elle devient aussi la première joueuse de l'histoire de la WNBA avec un match à plus de 30 points et plus de 12 passes décisives. C'est aussi son 5e match à plus de 20 points et 10 passes décisives ce qui constitue un record sur une saison pour la WNBA. Clark bat aussi le record d'Alyssa Thomas du nombre de passes sur une saison (avec 337 passes en 40 matches).
En septembre, elle établit un nouveau record personnel avec 35 points (10 sur 22 au tir et 6 sur 14 à trois points) dans une victoire contre les Wings de Dallas. Clark est aussi la rookie qui a inscrit le plus de points sur une saison (769) mais elle n'est que 6e parmi les rookies à la moyenne de points par match (19,2) car le nombre de rencontres par saison a augmenté pour passer à 40 depuis 2023 (le record est détenu par Cynthia Cooper depuis 1997 avec 22,2 points par rencontre). Elle établit aussi un record du nombre de ballons perdus, à la fois au total et en moyenne,,. Lors de sa première saison, elle réalise deux triple-doubles, ce qui constitue un record pour une rookie. Clark remporte le titre de Rookie de l'année quasiment à l'unanimité.

### Carrière internationale
Caitlin Clark remporte trois médailles d'or en représentant les États-Unis en sélections jeunes. Elle est nommée meilleure joueuse de la Coupe du monde des 19 ans et moins,.

## Statistiques

### États-Unis

#### Université
| Gras/Meilleures performances | [ 42 ] |

| Saison                    | Équipe                    | Matchs | Titul. | Min./m | % Tir | % 3pts | % LF | Rbds/m. | Pass/m. | Int/m. | Ctr/m. | Pts/m. |
| ------------------------- | ------------------------- | ------ | ------ | ------ | ----- | ------ | ---- | ------- | ------- | ------ | ------ | ------ |
| 2020-2021                 | Hawkeyes de l'Iowa        | 30     | 30     | 34,0   | 47,2  | 40,6   | 85,8 | 5,9     | 7,1     | 1,3    | 0,5    | 26,6   |
| 2021-2022                 | Hawkeyes de l'Iowa        | 32     | 32     | 35,8   | 45,2  | 33,2   | 88,1 | 8,0     | 8,0     | 1,5    | 0,6    | 27,0   |
| 2022-2023                 | Hawkeyes de l'Iowa        | 38     | 38     | 34,4   | 47,3  | 38,9   | 83,9 | 7,1     | 8,6     | 1,5    | 0,5    | 27,8   |
| 2023-2024                 | Hawkeyes de l'Iowa        | 39     | 39     | 34,8   | 45,5  | 37,8   | 86,0 | 7,1     | 8,9     | 1,7    | 0,5    | 31,6   |
| Total : moyenne par match | Total : moyenne par match |        |        | 34,8   | 46,2  | 37,7   | 85,8 | 7,1     | 8,2     | 1,5    | 0,5    | 28,4   |
| Totaux                    | Totaux                    | 139    | 139    | 4 832  | 1 293 | 548    | 817  | 990     | 1 144   | 210    | 74     | 3 951  |

## Palmarès et distinctions

### Distinctions personnelles

#### Université
- James E. Sullivan Award en 2023 et 2024
- Naismith College Player of the Year en 2023 et 2024
- Trophée Wooden en 2023 et 2024
- Wade Trophy en 2023 et 2024
- AP Player of the Year en 2023 et 2024
- Ann Meyers Drysdale Player of the Year (en) en 2023 et 2024
- Nancy Lieberman Award en 2022, 2023 et 2024
- 3× Dawn Staley Award (en) en 2021, 2022 et 2023
- 3× Big Ten Player of the Year (en) en 2022, 2023 et 2024

#### Professionnelle
- Rookie de l'année de la WNBA